# Уотербич (станция)
Железнодорожная станция Уотербич (англ. Waterbeach railway station) — железнодорожная станция в большой деревне Уотербич (графство Кембриджшир, регион Восточная Англия). Находится на Линии Фен, проходящей от станции Кембридж до станции Кингс-Линн, которая электрифицирована, посредством воздушной контактной подвески, переменным током 25 кВ.
Станция Уотербич находится на расстоянии 98,19 км (61,01 мили) от лондонского вокзала Ливерпуль-стрит (при движении по Магистрали Западной Англии) и на расстоянии 101,86 км (63,29 мили) от вокзала Лондон - Кингс-Кросс (при движении по Магистрали Восточного Побережья).
Станция Уотербич работает в автоматическом режиме без персонала. Все станционные здания снесены, имеются только навесы для пассажиров на каждой из двух платформ, которые находятся не напротив друг друга, но по обеим сторонам от автоматического железнодорожного переезда, оборудованного автоматическими полушлагбаумами.  До электрификации линии платформы располагались напротив друг друга.

## История
Станция открыта Железной дорогой восточных графств 21 июля 1845 года. До ее электрификации поезда государственной компании British Rail редко останавливались на ней, или же делали остановки в неофициальном порядке. Однако после электрификации практически все поезда маршрутов Кингс-Линн/Или — Кембридж/Лондон стали здесь останавливаться (согласно текущему расписанию только три поезда по будним дням в обоих направлениях не останавливаются в Уотербиче), поэтому число пассажиров, пользующихся станцией, существенно возросло, поскольку жители всех территорий к северу от Кембриджа в Южном Кембридшире стали использовать Уотербич в качестве своей основной железнодорожной станции. В результате станция испытывает массу проблем с парковкой автомобилей железнодорожных пассажиров.

## Перспективные планы
Районный совет Южного Кембридшира обнародовал планы строительства Нового Города на 8—9 тысяч домов на месте бывших Уотербичских казарм. В рамках этих планов есть предложение перенести станцию на новое место, ближе к Новому городу, на полмили на север.

## Обслуживаемые направления и маршруты
Через станцию проходят и на ней, соответственно, останавливаются поезда двух операторов:
- Great Northern обслуживает маршрут от лондонского вокзала Кингс-Кросс до станции Кингс-Линн. Имеются два поезда в час по Линии Фен: один до станции Кингс-Линн и один укороченный, до станции Или (за исключением ранних утренних часов, когда поезда следуют только до/от Или)[5]. Маршрут обслуживается электропоездами типов Class 365 (или, иногда, Class 317). Начиная с мая 2017 года эти поезда заменяются электропоездами типа Class 387s[6][7].

- Greater Anglia обслуживает станцию ограниченным числом поездов. По будним дням в утренние часы пик через станцию проходят четыре поезда до Лондона (вокзал Ливерпуль-стрит). Два из них следуют со станции Кингс-Линн, а два от Или. В обратном направлении в вечерние часы пик через Уотербич также идут четыре поезда, из которых три следуют до Кингс-Линн, а один до Или[8]. В субботу и воскресенье по этому маршруту движения нет. Маршрут обслуживается электропоездами типов Class 317 и Class 379[9].